# Сарр, Мохамед
Моха́мед А́дама Сарр (фр. Mohamed Sarr; 23 декабря 1983, Дакар, Сенегал) — сенегальский футболист, защитник.

## Карьера

### В клубах
Мохамед Сарр начинал карьеру в итальянском «Тревизо». После того, как клуб по окончании сезона 2000/01 покинул Серию B, Сарр получил приглашение «Милана» и стал игроком «россонери». Однако за этот клуб в чемпионате он сыграл лишь один матч. В сезоне 2001/02 он сыграл два матча в Кубке УЕФА и забил гол белорусскому БАТЭ. С 2002 по 2005 год отдавался в аренду в клубы «Галатасарай», «Анкона», «Аталанта» и «Виттория». В 2005 году на правах свободного агента перешёл в бельгийский «Стандард». Всего за 5 лет он провёл 142 матча и забил один гол — в чемпионате страны, в 2008 году команде «Серкль Брюгге». Стал двукратным победителем чемпионата Бельгии и двукратным обладателем Суперкубка. Также был финалистом Кубка и серебряным призёром чемпионата. В августе 2010 Мохамед перешёл в «Эркулес». Дебютировал за испанцев 27 октября в матче Кубка Испании против «Малаги».

### В сборной
В национальной сборной Сенегала Мохамед Сарр дебютировал в 2001 году. В 2008 был в заявке на Кубке африканских наций, но не сыграл на турнире ни одного матча. Всего за сборную он провёл 13 матчей.

## Достижения
«Стандард»
- Чемпион Бельгии: 2007/08, 2008/09
- Обладатель Суперкубка Бельгии: 2008, 2009